# Jutta Rüdiger
Jutta Rüdiger, född 14 juni 1910 i Berlin, död 13 mars 2001, var en tysk psykolog. Rüdiger var från 1937 till 1945 ledare för Bund Deutscher Mädel (BDM), flickornas motsvarighet till Hitlerjugend i Tredje riket. 

## Filmdokumentärer
- Ich diente der Jugend
- Das BDM-Werk "Glaube und Schönheit"
- Wir Mädel